# Uscanella bicolor
Uscanella bicolor är en stekelart som beskrevs av Girault 1911. Uscanella bicolor ingår i släktet Uscanella och familjen hårstrimsteklar. Inga underarter finns listade i Catalogue of Life.